# Atropoides olmec
Atropoides olmec är en ormart som beskrevs av Pérez-Higareda, Smith och Juliá-Zertuche 1985. Atropoides olmec ingår i släktet Atropoides och familjen huggormar. IUCN kategoriserar arten globalt som livskraftig. Inga underarter finns listade.
Denna huggorm förekommer med flera från varandra skilda populationer i södra Mexiko och Guatemala. Den vistas i låga bergstrakter mellan 800 och 1500 meter över havet. Arten lever i regnskogar och i molnskogar. Den besöker även skogar med skogsbruk samt angränsande betesmarker.